# Kan du vissla Johanna? (sång)
"Kan du vissla, Johanna?" är en sång med musik av Sten Axelson, och text av Åke Söderblom. 
Idén till visan fick de från den bohuslänska snapsvisan Kan du hutta Johanna?.
Den spelades ursprungligen in av diverse artister 1932. 
Sången har översatts till ett antal olika språk, däribland tyska och finska. Den tyska versionen, "Kannst du pfeifen, Johanna?" framfördes 1934 av Max Hansen och Edith Schollwer. Den finska versionen, "Voitko vislata Hanna?" framfördes för första gången 1934 av Arvi Hänninen och 1977 av Henry Theel och Ragni Malmstén. Även den svenska versionen har framförts av bland andra Theel och Hänninen.

### Fotnoter
1. ↑   Hellsing, Hellquist och Hallengren. Bevingat. Albert Bonniers Förlag
2. ↑  ”Kan du vissla, Johanna?”. Svensk mediedatabas. http://smdb.kb.se/catalog/search?q=Kan+du+vissla+Johanna%3F&sort=OLDEST. Läst 14 januari 2014.
3. ↑  ”Kannst du Pfeiffen Johanna”. https://www.youtube.com/watch?v=InNNmdl3PLo. Läst 9 april 2016.
4. ↑  ”"Voitko vislata Hanna" på Äänitearkisto”. Arkiverad från originalet den 21 augusti 2019. https://web.archive.org/web/20190821023658/http://www.aanitearkisto.fi/firs2/kappale.php?Id=Voitko+vislata+hanna. Läst 9 april 2016.
5. ↑  ”"Kan du vissla Johanna" på Äänitearkisto”. Arkiverad från originalet den 21 augusti 2019. https://web.archive.org/web/20190821025641/http://www.aanitearkisto.fi/firs2/ulko.php?Id=Kan+du+vissla+johanna. Läst 9 april 2016.